# 鳥取花迴廊
35°20′53.0″N 133°25′24.5″E / 35.348056°N 133.423472°E

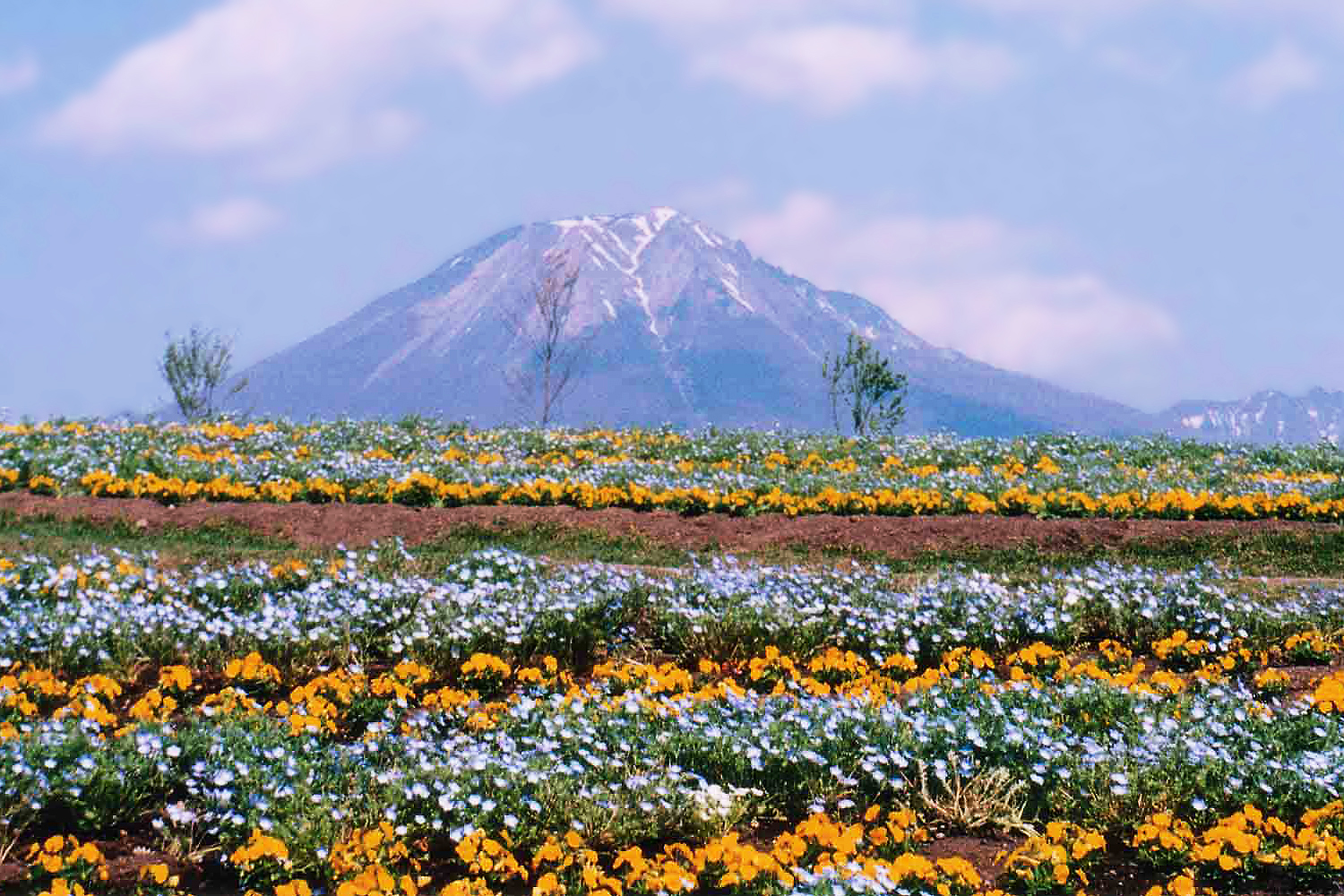
公園內的景色園内，遠處背景大山

鳥取花迴廊是位於日本鳥取縣西伯郡南部町鶴田地區（公園有部分土地屬於伯耆町)的花卉公園，公園於1999年開始營運，佔地50公頃，其特色為公園內有一個全長1公里的迴廊，及一個直徑50公尺，高21公尺的玻璃溫室。
鳥取花迴廊與荷蘭的花卉公園庫肯霍夫締結有姊妹公園關係。

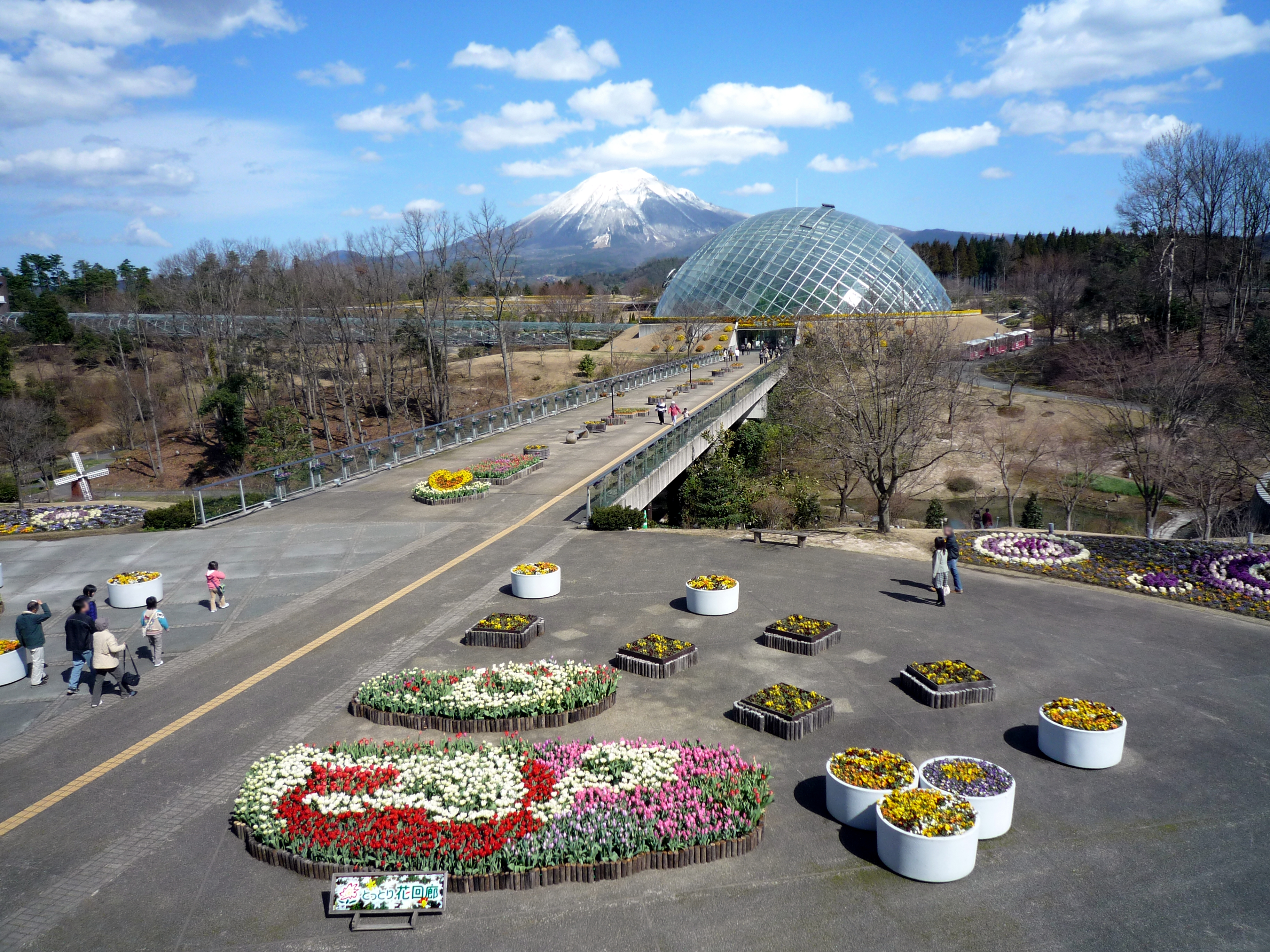
鳥取花迴廊的玻璃溫室

## 外部連結
- （日語） 鳥取花迴廊官方網頁 （页面存档备份，存于）
  - （日語）鳥取花迴廊的Facebook專頁
  - （日語） 鳥取花迴廊的X（前Twitter）